# 鲁本·索萨
鲁本·索萨·阿赛斯（1966年4月25日蒙得维的亚），乌拉圭足球运动员，目前已退役。